# Henrik Pontoppidan
Pour les articles homonymes, voir Pontoppidan.
Henrik Pontoppidan (Fredericia, 24 juillet 1857 – Charlottenlund, 21 août 1943) est un écrivain réaliste danois, auteur de nombreux romans, Prix Nobel de littérature en 1917.

## Biographie
Il est issu d'une famille ancienne dont un ancêtre au XVIIe siècle avait pris le nom latinisé de Pontoppidan parce qu'il était régisseur du domaine de Broby (bro = pons, by = oppidum). Henrik Pontoppidan naît le 24 juillet 1857 à Frederica où son père, Dines Pontoppidan, était pasteur avant d'être nommé à Randers en 1863, ville qui sera occupée par les Allemands et les Autrichiens en 1864, au cours de la guerre les opposant aux Danois.
Pendant toute sa jeunesse, il est influencé par le "grundtvigianisme" de son père (adepte de l'enseignement de Grundtvig) et par sa mère qui, malgré ou à cause des 16 enfants qu'elle a eus, est souvent souffrante et toujours fatiguée.
Malgré les modestes ressources financières de son père, il étudie à l’École Polytechnique de Copenhague, où il obtient son diplôme d'ingénieur.
Il commence sa carrière littéraire en 1881, comme nouvelliste. Il épouse la même année une jeune paysanne d'Œstby, Mette Hansen (1855-1939). Il publie alors un recueil sous le titre Ailes rognées (Staekkede Vinger). En 1884, il s'installe à Œstby avec sa femme et leurs deux enfants mais divorce en 1892 pour épouser Antoinette Kofoed (1862-1928).
Il reçoit le Prix Nobel de littérature en 1917 avec son compatriote Karl Adolph Gjellerup, pour « ses descriptions authentiques de la vie de tous les jours au Danemark. ». L'œuvre de Pontoppidan est le reflet de l'histoire du Danemark pendant une cinquantaine d'années, coupée par le changement de siècle. Période particulièrement importante, puisqu'elle correspond au passage d'un gouvernement autoritaire à un gouvernement démocratique ainsi qu'à une transformation sociale profonde.

## Commentaires
Henrik Pontoppidan fut une figure du néo-romantisme ou Gennembrud danois. Ses romans simultanément réalistes, bien qu'éloignés de considérations naturalistes, et pessimistes, décrivent la vie du Danemark au XIXe siècle. Thomas Mann l'a décrit comme « un poète épique né… un conservateur vrai, qui dans un monde essoufflé a préservé le modèle grand dans le roman. »

## Œuvres principales
Ses œuvres principales, écrites entre 1890 et 1920, sont, selon ses propres termes, une version danoise d'une large étude sociale dans la tradition de Balzac et de Zola. Elles ont pour titres :
- Det Forjættede land (1891-1895) (La Terre promise).
- Lykke-Per (1898-1904), roman semi-autobiographique Publié en français sous le titre Pierre le Chanceux, traduit par Yvonne Manceron, Paris, Delamain et Boutelleau, « Bibliothèque scandinave », 1947
- Den kongelige Gæst (1908), court roman Publié en français sous le titre Le Visiteur royal et autres nouvelles, traduit par Marguerite Gay et Ulla Morvan, Paris, Albin Michel, 1955 ; réédition, Paris, Presses du Compagnonnage, Collection des Prix Nobel de littérature, 1961 ; réédition, Paris, Albin Michel, Bibliothèque Albin Michel no 43, 1990 ; réédition, Paris, Albin Michel, Les Grandes Traductions, 1996 ; réédition, Arles, Actes Sud, coll. « Un endroit où aller » no 25, 1997
- De dødes Rige (1912-16) (Le Royaume des morts), où l'auteur montre la progression du capitalisme au Danemark.
- Mands Himmerig (1927) (Paradis de chacun).

Il est également paru en France une nouvelle dont le titre original n'est pas précisé :
- L'Ours polaire, traduit par Mme Renéguy, Éditions de l'illustration, La Petite Illustration no 352, roman no 159, 8 octobre 1927.